# Columnea erythrophaea
Columnea erythrophaea là một loài thực vật có hoa trong họ Tai voi. Loài này được Decne. ex Houllet mô tả khoa học đầu tiên năm 1867.